# Melanotaenium dimeriae
Melanotaenium dimeriae är en svampart som beskrevs av A.R. Patil, T.M. Patil & M.S. Patil 2004. Melanotaenium dimeriae ingår i släktet Melanotaenium och familjen Melanotaeniaceae.   Inga underarter finns listade i Catalogue of Life.